# Kaarta-Biné
Kaarta-Biné o Kaarta Negra és una regió de Kaarta situada a la part sud-sud-est, fins al riu Níger. Inclou el Dialafara (Diala) i el Diangounté.
Es diu que la primera població del territori era Yaoura, al Dialafara.